# Estación Central
Pour les articles homonymes, voir Estacion.
Estación Central est une commune du Chili, située dans la province et la région métropolitaine de Santiago.

## Géographie

### Situation

Localisation de Estación Central (en rouge) au sein de l'agglomération de Santiago.

La commune s'étend sur 24 km2 dans l'ouest de l'agglomération de Santiago.

## Histoire
Connu originellement sous le nom de Chuchunco (en mapuche : Chuchun-co, « où l'eau se perd »), le quartier prend le nom de la gare centrale des chemins de fer, inaugurée en 1900. Il fait partie de la commune de Santiago avant de devenir lui-même une commune à part entière le 1er février 1985.

## Population et société

### Démographie
En 2017, la population s'élevait à 147 041 habitants.

## Politique et administration
La commune est dirigée par un maire et huit conseillers élus pour un mandat de quatre ans. Les dernières élections ont eu lieu les 26 et 27 octobre 2024.
| Période         | Période         | Identité                | Étiquette    | Qualité |
| --------------- | --------------- | ----------------------- | ------------ | ------- |
| 1985            | 1989            | Raúl Alonso Mahn        | RN           |         |
| 1989            | 1992            | Felipe Palacios Garcés  | RN           |         |
| septembre 1992  | décembre 2000   | Cristián Pareto Vergara | DC           |         |
| 6 décembre 2000 | 6 décembre 2008 | Gustavo Hasbún          | UDI          |         |
| 6 décembre 2008 | novembre 2020   | Rodrigo Delgado         | UDI          |         |
| novembre 2020   | juin 2021       | Miguel Abdo Ara         | UDI          |         |
| 28 juin 2021    | en cours        | Felipe Muñoz Vallejos   | Ind./Communs |         |

## Transports
La commune est desservie par cinq stations de la ligne 1 du métro de Santiago, ainsi que par le réseau d'autobus Red de l'agglomération de Santiago.